# مركز أبحاث الطيران نيل إيه أرمسترونغ

الشعار التاريخي لمركز دريدن لبحوث الطيران (قبل مارس 2014)

مركز أبحاث الطيران نيل إيه أرمسترونغ هو مركز أبحاث طيران تديره وكالة ناسا. يقع داخل قاعدة إدواردز الجوية ويعتبر موقع NASA الرئيسي لبحوث طيران المركز. يشغل مركز أبحاث الطيران نيل إيه أرمسترونغ بعض الطائرات الكثر تطوراً في العالم وتشتهر بالعديد من الطائرات كما يدير المركز موقع ثان في كاليفورنيا والمعروف باسم مبنى 703 الذي كان في السابق مصنع روكويل الدولي في أمريكا الشمالية لإنتاج الطائرات في مصنع سلاح الجو 42. يدير المركز العديد من الطائرات للبعثات العلمية التابعة لناسا بما في ذلك صوفيا (مرصد طائر) ، ومختبر طيران دوغلاس دي سي-8 ولوكهيد يو-2.

## تسمية المركز
في 1 مارس 2014 تمت إعادة تسمية المرفق على شرف نيل أرمسترونغ وهو طيار اختبار سابق في المركز وأول إنسان يسير على سطح القمر. كان المركز يعرف سابقاً باسم مركز درايدن لبحوث الطيران في 26 مارس 1976 تكريماً لشركة هيو درايد وهو مهندس طيران بارز كان في وقت وفاته في عام 1965 نائب مدير وكالة ناسا. كما كانت تعرف سابقًا باسم اللجنة الاستشارية الوطنية لوحدة اختبارات الطيران للملاحة الجوية (1945) ومحطة أبحاث الطيران عالية السرعة NACA )1949) ومحطة الطيران عالي السرعة NACA )1954) ومركز أبحاث الطيران التابع لناسا (1959).
وكان المركز أيضاً مقر طائرة حاملة المكوك وهي طائرة بوينغ 747 معدّلة صممت لنقل مركبة مكوك الفضاء إلى مركز كينيدي للفضاء عندما هبطت في إدواردز.

## نبذة
حتى عام 2004 قام مركز أرمسترونغ لبحوث الطيران بتشغيل طائرة القاذف بي-52 ستراتوفورتريس الأقدم، وهو طراز من نوع B-52B (رقم الذيل 008) والذي تم تحويله إلى طائرة اختبار إسقاط يطلق عليها «كرات 8» وقد أسقط عددًا كبيرًا من مركبات الاختبار الأسرع من الصوت بدءًا من نورث أمريكان إكس-15 إلى آخر برنامج بحث لها وهو ناسا إكس-43A الذي يعمل بسرعة تفوق سرعة الصوت والمدعوم من صاروخ بيغاسوس والآن هي معروضة حاليًا بالقرب من البوابة الشمالية لإدواردز.

## دوغلاس سكاي روكت

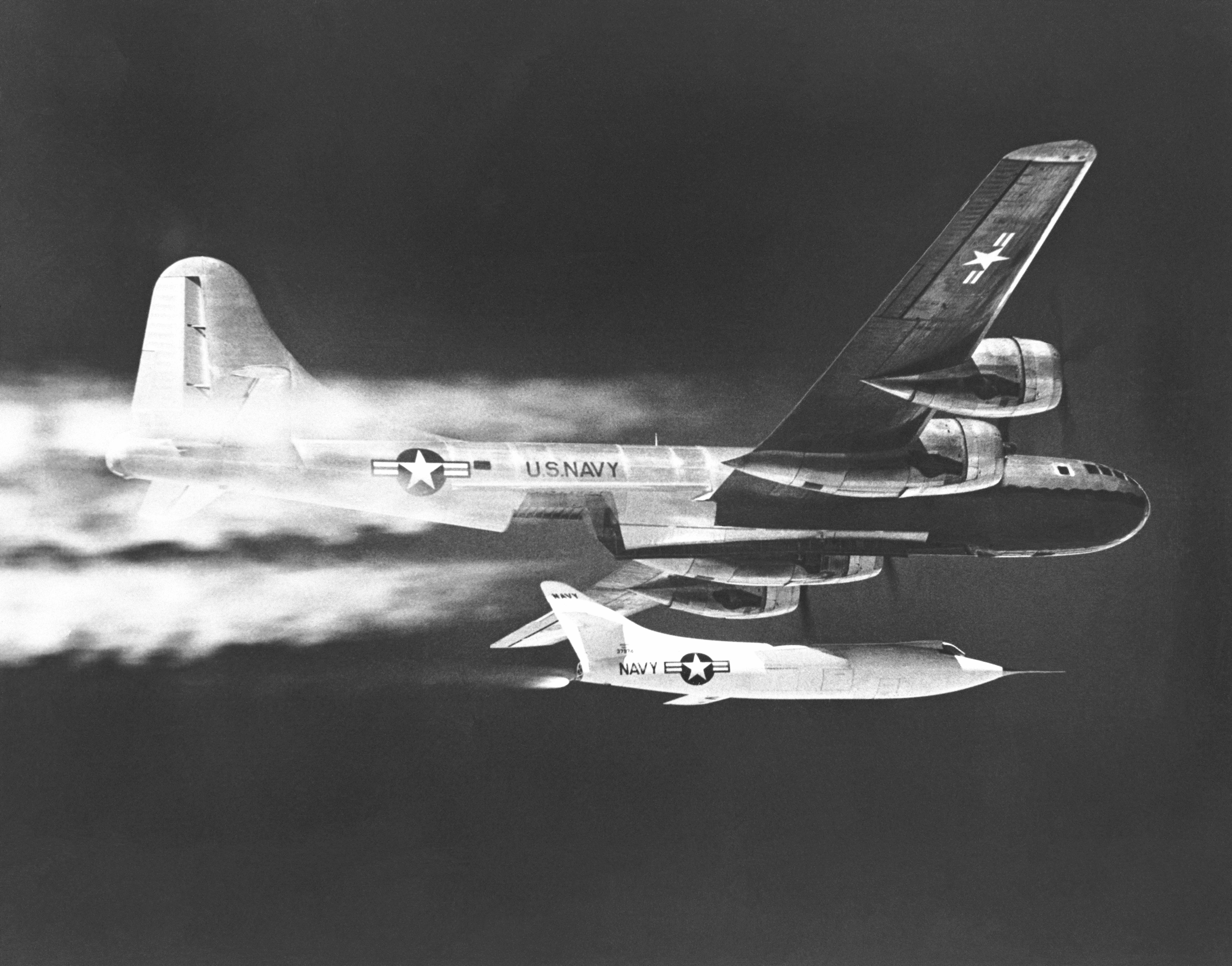
دوغلاس سكاي روكت

قامت الإدارة الوطنية للملاحة الجوية والفضاء (ناسا) بتشغيل موقع دوغلاس سكاي روكت حيث يمكن أن يعمل الموديل D-558-II خلفًا للطائرة X-1 من طراز القوات الجوية الأمريكية على تشغيل الصواريخ أو الطاقة النفاثة. وقد أجرت اختبارات مكثفة على استقرار الطائرات في مدى سرعة قريبة من سرعة الصوت والتشكيلات المثالية للصوت وتأثيرات الصاروخ وديناميكيات الطيران عالية السرعة. في 20 نوفمبر 1953 أصبحت طائرة دوغلاس سكاي روكت أول طائرة تطير بسرعة تزيد مرتين عن سرعة الصوت عندما وصلت إلى سرعة 2.005 ماخ مثل X-1 يمكن إطلاق D-558-II من الجو باستخدام طائرة بوينغ بي-29 سوبر فورترس. على عكس X-1 ، يمكن أن ينطلق سكاي روكت أيضًا من المدرج بمساعدة إقلاع معزز بالوقود النفاث.

## إثبات تأثير التحكم

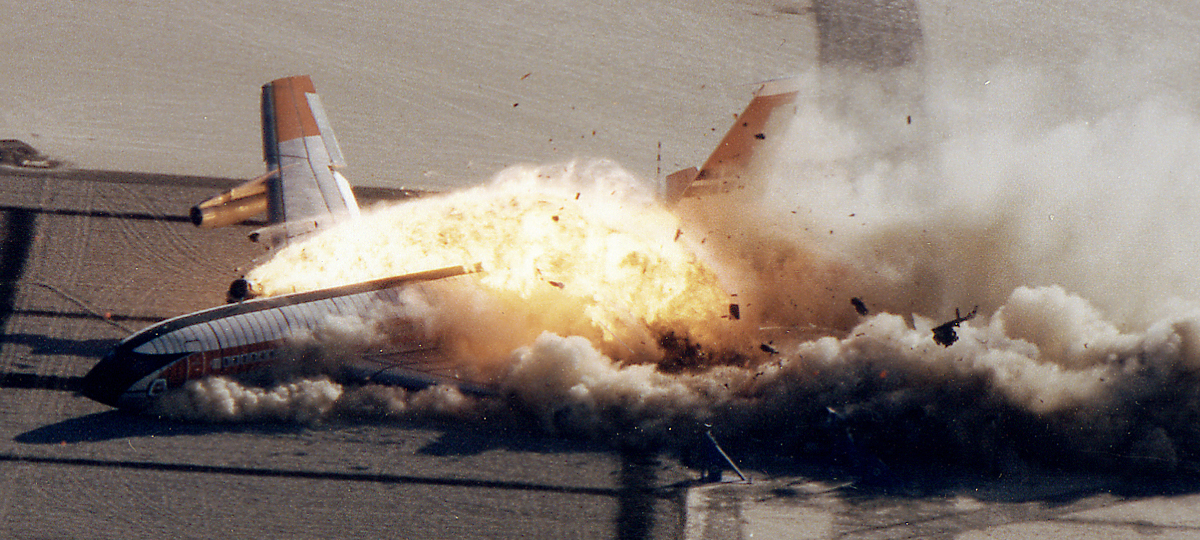
تدمير طائرة موجهة عن بعد بوينغ 720

كان العرض التحكمي للأثر الخاضع للمراقبة مشروعًا مشتركًا مع إدارة الطيران الفيدرالية للبحث عن وقود نفاث جديد من شأنه تقليل الأضرار الناجمة عن اندلاع حريق في طائرة ركاب كبيرة. في 1 ديسمبر 1984 تم نقل طائرة من طراز بوينغ 720 عن بعد ذات فتحات خاصة في الأجنحة تم بناؤها بشكل خاص مما ادى إلى تكسير الأجنحة وانتشار الوقود في كل مكان على الرغم من المضاف الجديد للوقود الا ان كرة النار الناتجة ضخمة حيث استغرق الحريق ما لا يقل عن ساعة لإطفائه بالكامل.
على الرغم من أن المواد المضافة إلى الوقود لم تمنع حدوث حريق، إلا أن البحث لم يكن فاشلا حيث ما زالت المادة المضافة تمنع احتراق بعض الوقود الذي يتدفق على جسم الطائرة وتعمل على تبريده على غرار الطريقة التي يبرد بها محرك الصاروخ التقليدي فوهة الإطلاق.

## مركبة أبحاث هبوط القمر

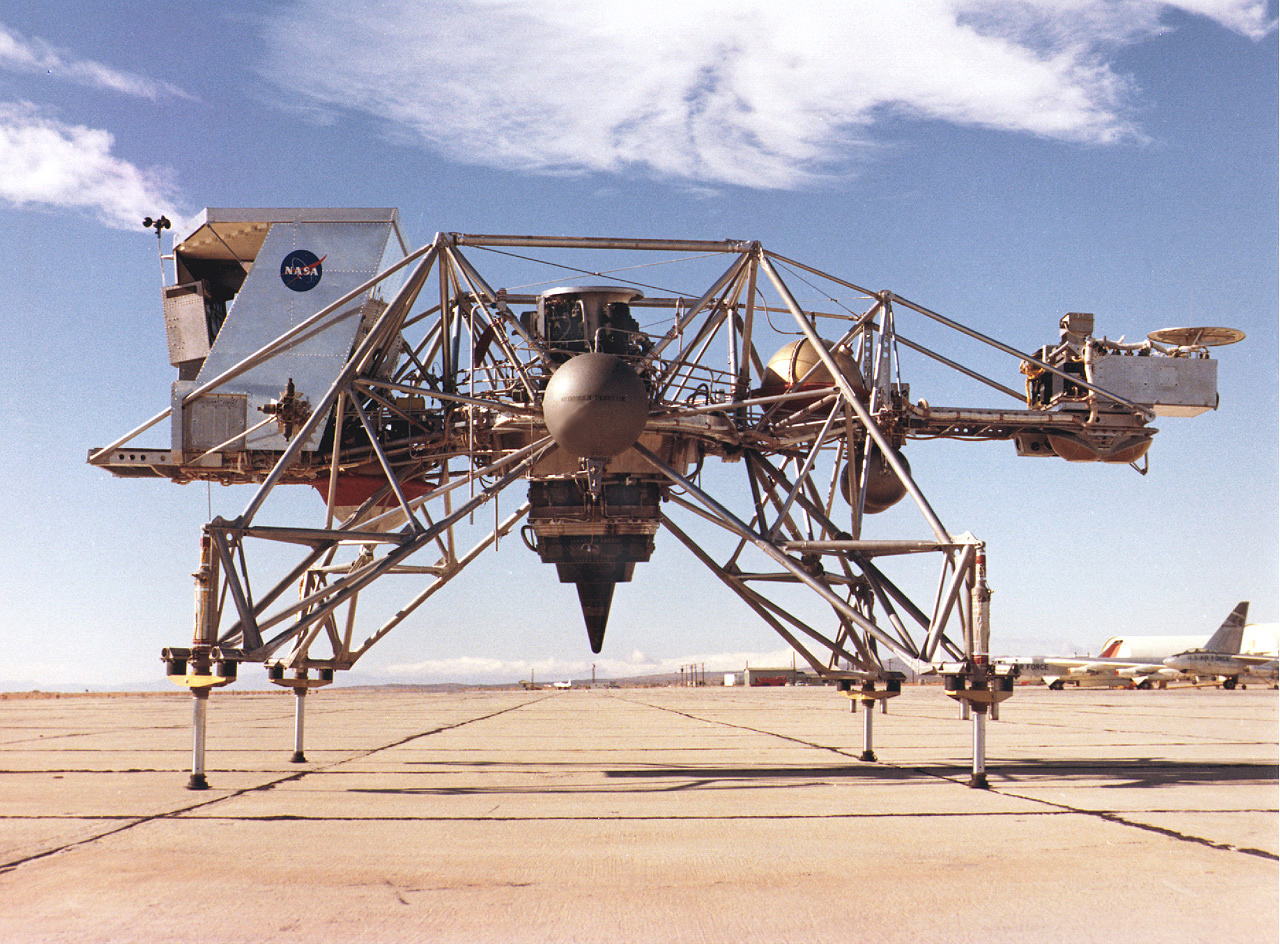
مركبة أبحاث هبوط القمر

كانت مركبة أبحاث هبوط القمر عبارة عن برنامج لحقبة مشروع برنامج أبولو لبناء نظام محاكي للهبوط على سطح القمر. استُخدمت مركبة أبحاث هبوط القمر لدراسة وتحليل تقنيات التجريب اللازمة لتحليق وهبوط على سطح القمر في بيئة القمر بدون هواء.

## صور

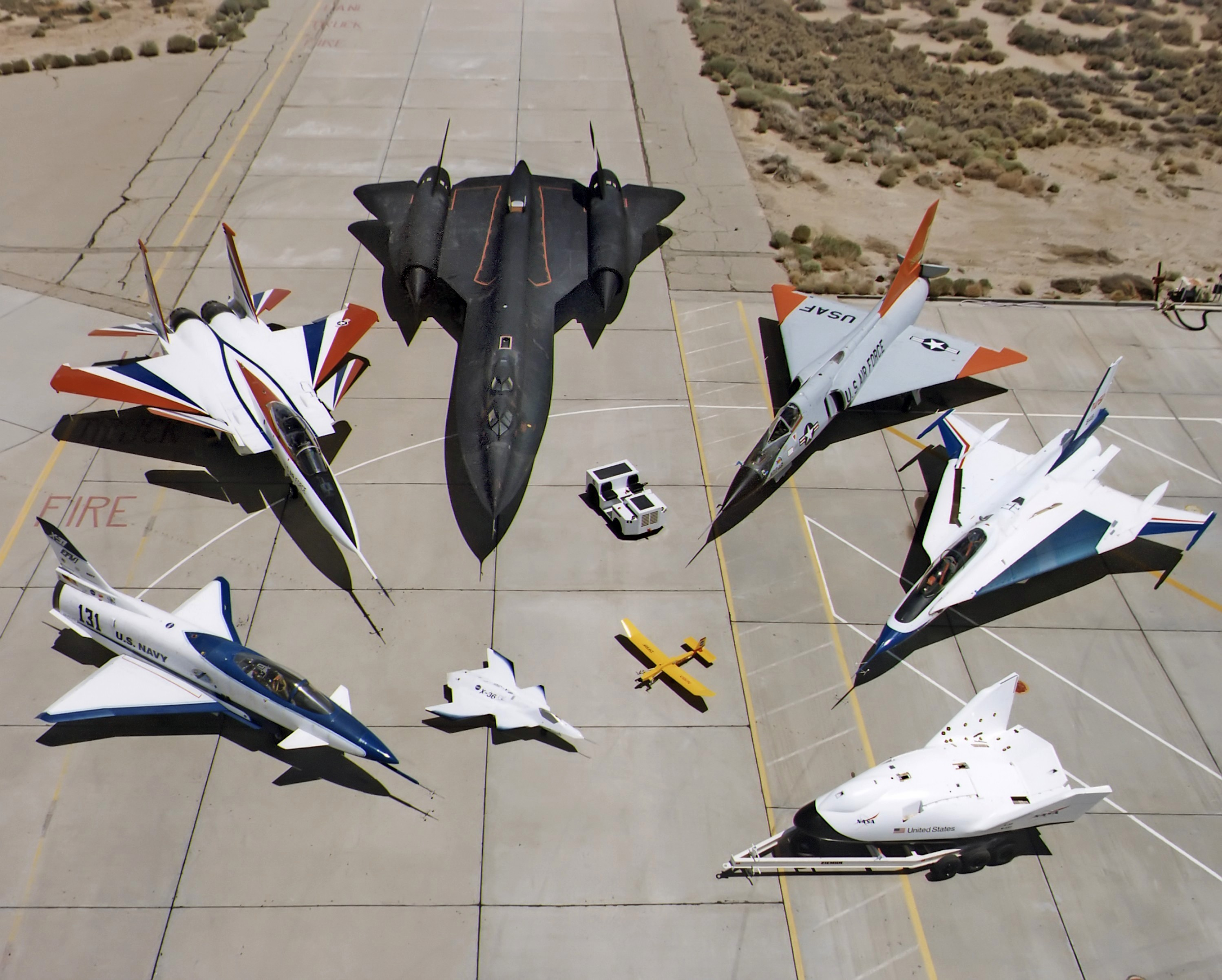
أسطول طائرات درايدن لبحوث الطيران عام 1997
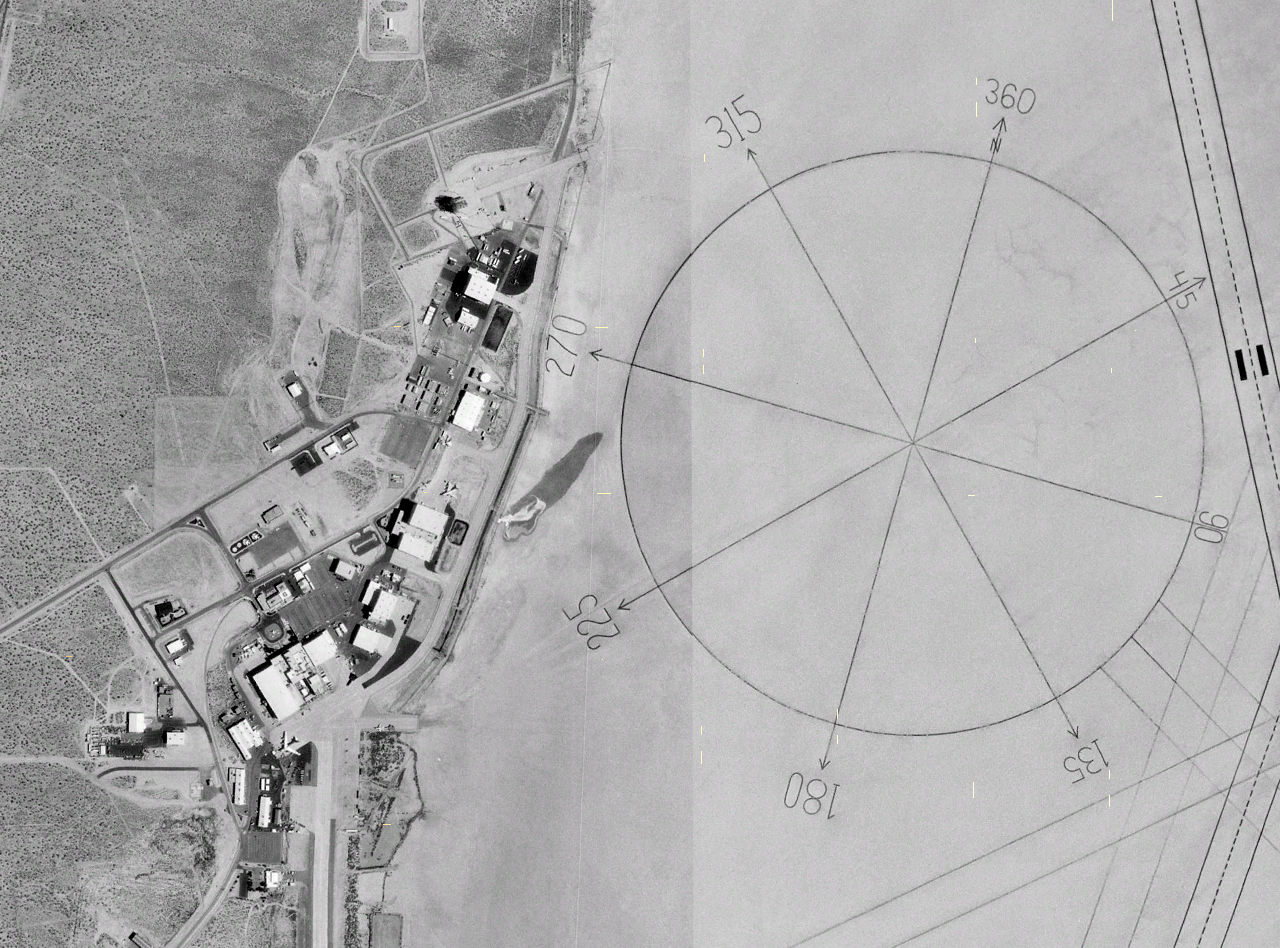
صورة القمر الصناعي لمركز أرمسترونغ لأبحاث الطيران وإدواردز